# Toshiko Mori
 Toshiko Mori (nacida en 1951) es una arquitecta japonesa residente en los Estados Unidos. Es fundadora y directora de Toshiko Mori Architect y de VisionArc.
Actualmente también es profesora en Práctica de la Arquitectura, en la Escuela de Diseño de la Universidad Harvard, donde presidió del departamento de arquitectura del 2002 al 2008.

## Educación
Mori se graduó de la Escuela de Arte (1971) y de la escuela de Arquitectura (1976) de la Universidad Copper Union. El 1996 recibió el título honorífico M. Arch de la escuela de Diseño de la Universidad de Harvard.

## Carrera profesional
Antes de fundar su propio estudio, Toshiko Mori Architect, Toshiko Mori trabajó por Edward Larrebee Barnes. Está registrada para poder ejercer de arquitecta a los estados de Connecticut, Florida, Maine, Massachusetts, Michigan, Minnesota, Misuri, New Jersey, New York, Rhode Island y Washington D. C. Años más tarde, en 1982, fundó su propia oficina, Toshiko Mori Architects, donde ha desarrollado, a lo largo de cuatro décadas, obras de diferentes escalas, programas, materiales y contextos. Fue contratada por la escuela de diseño de la Universidad de Harvard el 1995, donde presidió el departamento de Arquitectura del 2002 al 2008, se convirtió en la primera mujer en ser decana del Departamento de Arquitectura.
Por ahora ha impartido clases en la escuela arquitectura de la Cooper Union, en la Universidad Colúmbia y en la Universidad Yale.
He impartido clases sobre arquitectura de tejidos, materiales y procedimientos de construcción de la arquitectura, innovaciones estructurales y el rol de los y las arquitectas como agentes de cambio en un contexto global. 
Recientemente ha combinado su tarea académica con el desarrollo de centros comunitarios y centros artísticos con hasta no lucrativos. Destacando el proyecto realizado en 2015 en el Senegal. El proyecto concebido como Nueva Residencia para Artistas en Senegal, fue realizado pro-bono y ganó un premio AIA New York Chapter y fue seleccionado para la Bienal de Arquitectura de Venecia. Se trata de un edificio diseñado y construido con materiales locales y los constructores locales compartieron sus conocimientos del trabajo con bambú, ladrillos y techos de paja. La combinación de técnicas tradicionales e innovaciones de diseño, aportadas por Mori, han hecho del edificio una obra singular, con cubierta a dos aguas, que ayudará a recoger, alrededor del 40% del agua de lluvia, para ser utilizada para uso doméstico de los habitantes de la casa.
En 2022, fue una de las arquitectas que aparecieron en el documental Mujeres en la arquitectura dirigido por Boris Noir y que se estrenó el 3 de noviembre como una producción de Sky-Frame en colaboración con ArchDaily. Este fue un proyecto iniciado por Sky-Frame para destacar el papel de las mujeres en la arquitectura con el objetivo de aumentar su visibilidad.

## Obras
- Residencia Escolar y Docente en Fass (2019).[6]
- Nueva Residencia para Artistas en Sinthian (2015).[7]
- Plan maestro para la Biblioteca Pública de Brooklyn.
- Centro de Arte Contemporáneo de Maine.
- Instituto Internacional Watson de Asuntos Públicos de la Universidad de Brown.

## Premios y reconocimientos
Toshiko Mori ha recibido, a lo largo de su trayectoria profesional,  numerosos premios y distinciones, de los que citamos unos pocos más abajo. El 2014 fue incluida en la lista AD100 Architectural Digest's,la cual reúne, desde 1990, a las y los arquitectos y diseñadores más destacados del mundo. Además, Toshiko Mori es presidenta del Consejo de Agenda Global sobre Diseño en el Foro Económico Mundial, siendo la encargada del estudio y la investigación sobre arquitectura sostenible. Algunos de sus edificios ya han sido reconocidos con los premios Architizer, The Plan y AIA y ya han sido expuestos en la Bienal de Venecia de 2012, 2014 y 2018.
- 2022: Ganadora del Premio a la Mejor Restauración 2022 de MASterworks otorgado por la Sociedad de Arte Municipal de Nueva York por el plan maestro para la Biblioteca Pública de Brooklyn.
- 2019: Finalista del Premio Internacional 2019 del Royal Architecture Institute of Canada por su residencia artística en Sinthian.
- 2011: "WAF Award Finalist", Centro de Excelencia de Siracusa.
- 2010: Premio de la Comisión de Diseño Público de la Ciudad de Nueva York por Excelencia en Diseño, Azotea del Pabellón del Museo de Niños en Brooklyn; "WAF Award Finalist", Pabellón Greatbatch; "American Architecture Award Finalist", Pabellón Greatbatch; Premio de Excelencia "AIA New York State", Pabellón Greatbatch; Premio de Honor de Arquitectura de la "AIA New York Chapter", Pabellón Greatbatch.
- 2009: Premio de Honor del "AIA Buffalo/Western New York", Pabellón Greatbatch; Premio Proyecto de Honor del "AIA New York Chapter", Newspaper Café.
- 2008: Premio de Excelencia de la "AIA New York State", ampliación de la Casa al Golfo de México I; Premio Proyecto de Honor del "AIA New York Chapter"; Centro de Excelencia de Siracusa.
- 2007: Premio de Diseño de la Comisión de Arte de la Ciutat de Nueva York, Centro de Visitantes "Poe Park".
- 2006: "Design Life Now: National Design Triennial 2006", Museo Nacional de Diseño "Cooper-Hewitt".
- 2004/2005: Mejor Arquitectura en la Exposición de Diseño, sección de EE. UU. de la Asociación Internacional de Críticos de Arte.